# Kyocera Unimerco Fastening
Kyocera Unimerco Fastening leverer befæstelsesløsninger til byggebranchen, herunder sømpistoler, dykkerpistoler, klammepistoler, bindemaskiner, kompressorer og tilbehør i mærket TJEP.
Siden etableringen i 1964 har virksomheden udvalgt og udviklet værktøjer til befæstelse. Desuden yder virksomheden – i samarbejde med forhandlerne – rådgivning om de enkelte produkter. 
Det danske selskab har hovedsæde i Sunds ved Herning. 
Virksomheden er en del af Kyocera Unimerco koncernen, som blev grundlagt i Danmark i 1964 under navnet Unimerco. I 2011 blev alle aktiviteter overtaget af japanske Kyocera.